# Bowman (Dakota del Nord)
Bowman è un centro abitato (city) degli Stati Uniti, capoluogo della Contea di Bowman nello Stato del Dakota del Nord. Nel censimento del 2000 la popolazione era di 1.600 abitanti. La città è stata fondata nel 1907.

## Geografia fisica
Secondo i rilevamenti dell'United States Census Bureau, la località di Bowman si estende su una superficie di 3,4 km², tutti occupati da terre.

## Popolazione
Secondo il censimento del 2000, a Bowman vivevano 1.600 persone, ed erano presenti 419 gruppi familiari. La densità di popolazione era di 475 ab./km². Nel territorio comunale si trovavano 799 unità edificate. Per quanto riguarda la composizione etnica degli abitanti, il 99,12% era bianco e lo 0,12% era nativo. Lo 0,12% della popolazione apparteneva ad altre razze e lo 0,62% a più di una. La popolazione di ogni razza ispanica corrispondeva allo 0,75% degli abitanti.
Per quanto riguarda la suddivisione della popolazione in fasce d'età, il 21,7% era al di sotto dei 18, il 5,2% fra i 18 e i 24, il 23,8% fra i 25 e i 44, il 22,5% fra i 45 e i 64, mentre infine il 26,9% era al di sopra dei 65 anni di età. L'età media della popolazione era di 45 anni. Per ogni 100 donne residenti vivevano 91,2 maschi.